# Claudio Tommasini
Claudio Tommasini (Bologna, 2 aprile 1991) è un cestista italiano.

## Carriera
Cresciuto nelle giovanili della Virtus Bologna, ha esordito in Serie A a 17 anni contro la Pallacanestro Varese. Dall'estate 2009 sii trasferisce in prestito in B1 prima alla Libertas Forlì, in seguito a Ostuni e PMS Torino. Nel 2011-12 ha giocato nel campionato di Legadue a Veroli.
Dalla stagione 2013-14 disputa la massima serie con la Juvecaserta Basket. Con la società campana firma un contratto triennale.
Il 26 gennaio, contro Pesaro, al Palamaggiò, realizza il suo massimo in Serie A mettendo a referto 17 punti.
Nell'estate del 2015 si trasferisce a Trapani.